# Museo de la Pelota
El Museo de la Pelota (en valenciano y oficialmente Museu de la Pilota) es un museo ubicado en el municipio español de Genovés (Valencia) dedicado a la pelota valenciana. Comenzó sus actividades en 2003 y en 2017 fue designado museo oficial de la pelota valenciana por la Consejería de Cultura de la Generalidad Valenciana. Es un museo relacionado con el Museo Valenciano de Etnología,y forma pare de la Red de Museos Etnológicos Locales de la Diputación de Valencia.

## Colección
Entre otros materiales se pueden contemplar carteles históricos, la vestimenta, las pelotas, las partes de un trinquete y las modalidades de este deporte. El museo también tiene una galotxeta para practicar esta modalidad de la pelota. Desde el espacio se puede acceder al trinquete municipal, que se encuentra adosado y que alberga partidas profesionales.

## Sede
La sede del museo ocupa más de 500 metros cuadrados, que comprenden en una sala para exposiciones temporales, una sala de maquetas y dioramas, y una tercera sala para presentaciones.
El edificio era originalmente un salón de banquetes y fue adquirido a mediados de los noventa por el Ayuntamiento, la Generalidad Valenciana y la Diputación Provincial de Valencia. Junto al edificio hostelero, se encontraba ya desde los años sesenta un trinquete, construido por Arturo Bataller, quien contribuyó a la pervivencia del deporte de la pelota facilitando a cualquiera que quisiera practicarlo el acceso a las instalaciones.

## Actividades
El Museo de la Pelota fomenta la investigación, conservación y difusión del deporte de la pelota valenciana, recogiendo su historia. Promueve la continuidad generacional con exposiciones y actividades diversas.
El 2014 celebró una exposición sobre Paco Cabanes Pastor, coincidiendo con los 60 años del pelotari valenciano.
En el año 2017 entra a formar parte de la Red de Museos Etnológicos locales, coordinada por el Museo Valenciano de Etnología.